# 로알 아문센
로알 엥겔브렉트 그라브닝 아문센(노르웨이어: Roald Engelbregt Gravning Amundsen, 1872년 7월 16일 ~ 1928년 6월 18일)은 노르웨이의 탐험가이며, 인류 최초로 남극점을 탐험했다. 또한 로버트 피어리의 일지가 1996년에 발견되어 그가 북극점 도달에 실패했다는 사실이 확인되었기에 비행선으로 북극점에 도달한 아문센은 인류 최초로 북극점에 도달한 사람이기도 하다.
아문센이 이끈 원정대는 1911년 12월 14일 오후 3시 인류 최초로 남극점에 도달하였다. 이는 식량이 부족해도 살 수 있고 몸이 가벼운 개를 이용해서 썰매를 운행시키는 데다가 자신들의 복장 역시 오랫동안 친분을 쌓고 지내던 북극 원주민들의 조언을 인용하여 그들의 옷인 순록가죽으로 만든 방한복을 준비하여 추위에 철저하게 대비하는 치밀한 준비덕분이었다.

## 생애

### 어린 시절
오슬로 근교의 보르게(Borge)에서 네 형제 중 막내로 태어났다. 선장을 아버지로 두어 어려서부터 바다를 동경하였다. 1888년 프리티오프 난센의 그린란드 횡단에 감명을 받아 탐험가가 되기로 결심했지만, 어머니의 뜻에 따라 의학을 공부하였다.
1893년 어머니가 죽자, 의과 대학을 그만두고 노르웨이 해군에 입대했다. 해군에서 제대한 후에는 뱃사람이 되어 탐험가의 길을 나섰다.

### 탐험가 생활
1897년 탐험대의 일원으로 선발되어 남극 탐험대의 일등 항해사가 되었다. 남극 대륙을 돌아 노르웨이로 돌아온 그는 북극 탐험대를 조직하여 탐험선 벨지카호를 타고 네덜란드 헤이그 항구를 떠났다. 하지만 북극해로 떠나던 벨지카호는 거대한 빙산에 갇혀 2년 동안 아문센과 프레드릭 쿠크는 굶주림으로부터 바다표범을 잡았다.
아문센은 선장을 대신해 벨지카호를 지휘하여 빙산을 깨뜨려 탈출했고, 이 공로로 1899년 선장이 되었다. 그 해 봄에 이외아호의 선장이 되어 북서항로를 탐험하기로 했으나 암초 사이에 걸리는 등 여러 시련 끝에 베링 해협을 지나 킹 윌리암스 섬에 도착했다.
1903년 북극 탐험 길에 올라 갖은 고생 끝에 자석상의 북극의 위치를 확인한 후, 1905년 알래스카 놈에 도착함으로써 서북 항로를 개척하고 돌아왔다.
프람호로 북극점을 정복하려 했던 아문센은 미국의 로버트 피어리가 먼저 북극점을 정복했다는 소식을 듣고 남극점 정복을 결심하고 1910년 남극 탐험길에 올라 로버트 스콧과의 경쟁 끝에 1911년 12월 14일 인류 최초로 남극점을 정복했다.

#### 치밀한 준비
아문센은 남극 탐험을 계획하기 앞서 준비를 매우 철저하게 했다. 그 결과 아문센은 남극 탐험을 성공적으로 이룩하였는데 그 비결은 다음과 같다.
- 우수한 복장
  - 아문센은 평소 북극의 원주민들과 친분을 쌓고 지냈는데 남극을 탐험하게 되자 북극 원주민들이 입는 옷을 그대로 입었다. 동물 가죽으로 만든 그 옷은 추위를 견디기에 가장 좋은 옷이었으며, 외부의 물기를 차단하면서도 내부의 땀에 의한 수증기를 배출할 수 있었다. 고어텍스가 개발되기 전까지 그런 기능을 가진 다른 방한복은 없었다.
- 이정표 설치
  - 아문센은 탐험기간 내내 일정 간격으로 깃발을 높게 설치해서 멀리서도 자신의 팀이 지나간 위치를 식별할 수 있도록 조치했다. 그 결과 제때 남극점에 도달하고 제때 귀환에 성공했다.
- 대원 선발
  - 아문센은 대원을 선발하기 앞서 철저하게 성공적으로 탐험을 완수하기에 적합한 인원들만 골라 선발했다. 해군 장교(직책 : 군견교관), 세계 스키 선수권 대회 우승자, 세계 개썰매 선수권 대회 우승자, 포경선 사수 등으로 탐험대를 구성했다.
- 대원의 조언을 적극적 수용
  - 아문센은 올라프 바야란드가 스키를 더 빨리 달리게 한다면서 개조하겠다고 하자 이를 수락해서 80kg에 달했던 스키의 무게를 22kg까지 줄이고도 성능의 변화가 전혀 없도록 개조했다. 이 스키 중량을 줄인 개조로 인하여 아문센의 탐험대는 체력소모가 덜했고 결국 남극탐험 성공의 원인 중 하나가 되었다.
- 원활한 식량 조달
  - 아문센은 탐험대원 중 포경선 사수를 일부러 선발하였는데 포경선 사수는 탐험도중 바다표범을 발견하면 무조건 사냥을 했다. 그래서 아문센의 탐험대는 우선 바다표범을 주식으로 하고 바다표범이 없을 때에만 자신들이 지참한 식량으로 식사를 해결했다. 필요에 따라서는 썰매를 끄는 개도 잡아먹었다. 이는 아무리 배가 고파도 개를 도살하지 않았고 그대로 굶주림에 시달렸던 로버트 스콧과 대조되는 행동이였다.
- 불필요한 장비는 과감히 폐기
  - 아문센은 탐험 도중 아무리 귀한 물건이라 해도 탐험에 방해가 된다고 판단한 물건은 무조건 버렸다.
- 다른 탐험가들의 실패 원인 분석
  - 아문센 이전에 남극을 탐험한 사람이 있긴 있었다. 그가 어니스트 섀클턴이었는데 섀클턴은 남극 탐험에 실패했다. 이에 아문센은 섀클턴이 왜 탐험에 실패했는지 원인을 분석했다. 결과는 조랑말을 끌고 갔기 때문이라는 것을 알아낸 아문센은 자신의 탐험대에 말을 과감히 삭제하고 라이벌인 로버트 팰컨 스콧에게도 말을 끌고 가지 말라고 조언했다. 말은 탐험을 하기에는 너무나 많은 식량을 소비했기 때문이였다.

#### 남극 탐험 이후
남극 탐험 몇 년 후 아문센은 북극 탐험을 결심해 모드호를 타고 북극으로 갔으나 모드호는 긴 시간 동안 표류했고 북극점에 도착하진 못했으나 북동항로 발견에 큰 기여를 했다.
아문센은 다시 비행선을 타고 북극으로 갔으나 다시 실패했다. 1926년 움베르토 노빌레 등과 함께 비행선 노르게호를 타고 북극해 탐험을 시도하여, 북극점의 상공을 통과하고 알래스카에 무사히 착륙하였다. 이로 인해 국왕으로부터 최고 훈장을 받았다. 이 탐험으로 서유럽과 아시아·북아메리카 대륙을 북극해와 연결함으로써 세계의 거리를 좁아지게 하였다.
그 후 1928년 아문센은 자신의 친구이자 이탈리아 탐험가였던 움베르토 노빌레가 이탈리아호라는 비행선을 타고 탐험을 갔다가 북극해에서 조난당하자, 수상 비행기로 수색에 나섰으나 자신도 행방불명되었다. 노빌레는 다른 구조대를 통해 구조되었으나, 아문센은 비행기 부품이 발견됨으로써 사망한 것이 확인되었다.
저서로 <남극> <극지 비행> <최초의 극해 횡단 비행> 등이 있다.